# Mine de Tubay
 (mars 2025).
Si vous disposez d'ouvrages ou d'articles de référence ou si vous connaissez des sites web de qualité traitant du thème abordé ici, merci de compléter l'article en donnant les références utiles à sa vérifiabilité et en les liant à la section « Notes et références ».
La mine de Tubay est une mine à ciel ouvert de nickel située aux Philippines.
San Roque Metals Incorporation a démarré les opérations linières à Tubay en 2006, initialement sous la forme d'une entreprise à taille modeste, mais a obtenu en 2008 et 2009 des concessions plus importantes.